# Рентгенівський спалах (астрономія)
В астрономії рентгенівський спалах — це короткочасний "викид" рентгенівського випромінювання, яке походить із віддаленої галактики, ймовірно викликаний гіперновою. За спостереженнями, вони тривають від 90 до 200 секунд. 
Майже всі гіпернові виявляють за допомогою фотонів гамма-випромінювання (із високою енергією) на відстанях, надто великих, щоб спостерігати будь-які рентгенівські випромінювання від них; незважаючи на це, кожна з двох основних теорій природи рентгенівського спалаху припускає, що йдеться про гіпернову: 
- Одна теорія припускає, що спалах рентгенівської гіпернової не відрізняється за своєю суттю від гіпернової, що випромінює гамма-промені, а скоріше за орієнтацією вузького пучка гамма-випромінювання від гіпернової відносно лінії зору спостерігача. [1] Тобто передбачається, що гамма-промені випромінюються, але в кожному випадку в напрямку від наших приладів для їх спостереження. Таким чином, єдиним спостережуваним явищем є рентгенівське випромінювання нижчої енергії, що випромінюється пучком, який розходиться більше, ніж пучок гамма-променів.
- Конкуруюча теорія «брудної вогняної кулі» припускає, що рентгенівський спалах походить від гіпернової, яка використовує більшу частину доступної енергії для викиду надзвичайно великої кількості баріонної матерії [1], таким чином обмежуючи енергію, доступну для електромагнітного випромінювання, і випромінюючи набагато «холодніший» спектр, багатий рентгенівськими променями і дуже бідний гамма-променями.

## Додаткова література
- Марк Тюрлер, «Супернова слідує за рентгенівським спалахом», Cern Courier, 5 жовтня 2006 р.